# Сынковичский сельсовет
Сынковичский сельсовет — административная единица на территории Зельвенского района Гродненской области Республики Беларусь. Административный центр — агрогородок Ёлка.

## Состав
Сынковичский сельсовет включает 11 населённых пунктов:
- Дешковичи — деревня.
- Драповцы — деревня.
- Елка — деревня.
- Зеленая Роща — хутор.
- Козловичи — деревня.
- Ревтовичи — деревня.
- Сынковичи — деревня.
- Франково — деревня.
- Червоное Село — деревня.
- Шуляки — деревня.
- Ярнево — деревня.

## Культура
- Этнографический музей народных промыслов Елковской СШ в аг. Ёлка

## Достопримечательность
- Церковь Святого Архангела Михаила в селе Сынковичи
- Православная часовня Покрова Божей Матери в деревне Дешковичи